# Pascal Durand
Pascal Durand (ur. 3 października 1960 w Montreuil) – francuski polityk i prawnik, przewodniczący ugrupowania Europa Ekologia – Zieloni (2012–2013), poseł do Parlamentu Europejskiego VIII i IX kadencji.

## Życiorys
Urodził się w rodzinie komunistycznych członków ruchu oporu. W połowie lat 70. uczestniczył w kampanii prezydenckiej René Dumonta. W czasie szkoły średniej i w okresie studiów działał w anarchistyczno-komunistycznej organizacji OCL. Po ukończeniu prawa rozpoczął praktykę w zawodzie adwokata, specjalizując się w prawie gospodarczym. W 2008 współtworzył koalicje wyborczą Europa Ekologia, rok później prowadził jej kampanię wyborczą do Parlamentu Europejskiego. W 2011 został rzecznikiem partii Europa Ekologia – Zieloni. W czerwcu 2012 wybrany na sekretarza krajowego (faktycznego przewodniczącego) tego ugrupowania, zastępując Cécile Duflot. Pełnił tę funkcję do listopada 2013.
W 2014 Pascal Durand z ramienia zielonych został wybrany do Europarlamentu VIII kadencji. W 2016 zrezygnował z członkostwa w swojej partii. Związał się później z prezydenckim z ugrupowaniem LREM, w 2019 z powodzeniem ubiegał się o reelekcję w wyborach do PE.